# Broughton (Lancashire)
Pour les articles homonymes, voir Broughton.
Broughton est un village britannique et une paroisse civile de la cité de Preston, dans le Lancashire, en Angleterre, à environ 6 km au nord du centre-ville de Preston. La population comptait 2 467 habitants en 2021. La paroisse est incluse dans le quartier Preston Rural East du conseil municipal de Preston et dans la division Preston Rural du conseil du comté de Lancashire.
La paroisse (officiellement Broughton-in-Amounderness) faisait partie du district rural de Preston tout au long de son existence de 1894 à 1974. En 1974, la paroisse est devenue une partie de l'arrondissement de Preston, qui est devenu une ville en 2002.

## Histoire
Le manoir de Broughton faisait à l'origine partie du terrain appartenant à Tostig Godwinson et a ensuite été détenu par Uhtred, un thegn saxon dont la famille a pris le nom de Singleton. Sous le règne de Jean sans Terre, le manoir fut saisi par Theobald Walter, mais fut restitué à William Singleton par Henri III en 1261. En 1325, il fut la demeure de Gilbert de Singleton. Au XVIe siècle, il fut vendu aux Langton. Le domaine a été acquis, par mariage, par les Rawstornes en 1735. Dans les années 1970, les dîmes étaient encore payées par le propriétaire de Broughton Manor Farm à l'église.
À environ 4,8 km au nord de Preston, il y avait une « tour forte », construite en pierre et entourée d'un fossé alimenté par le ruisseau Sharoe. Il a été démoli en 1800 et Broughton Tower Farm a été érigé sur le site. Dans les années 1930, lors des travaux d'hydraulique, les douves sont comblées.

## Communauté

### Écoles
L'école primaire compte environ 290 élèves, âgés de 3 à 11 ans. Elle a été fondée en 1590 et est l'une des plus anciennes écoles primaires existantes au Royaume-Uni. Church Cottage Museum est installé dans le plus ancien bâtiment de l'école, qui date également de la fin du XVIe siècle.
L'école secondaire Broughton High School a ouvert ses portes en 1975, et compte environ 900 élèves, âgés de 11 à 16 ans. Le village compte deux écoles maternelles : Broughton Pre-School sur le terrain de jeu George V et Teddies Nursery, rattachée à l'école primaire.

### Football
Broughton Amateurs AFC a été formé en 1947 et joue dans la Mid-Lancashire Football League. Au cours de leurs « années de gloire » de la fin des années 1970 aux années 1980, ils étaient dirigés par l'ancien attaquant de Preston North End et Birmingham City, Eddy Brown.

### Église

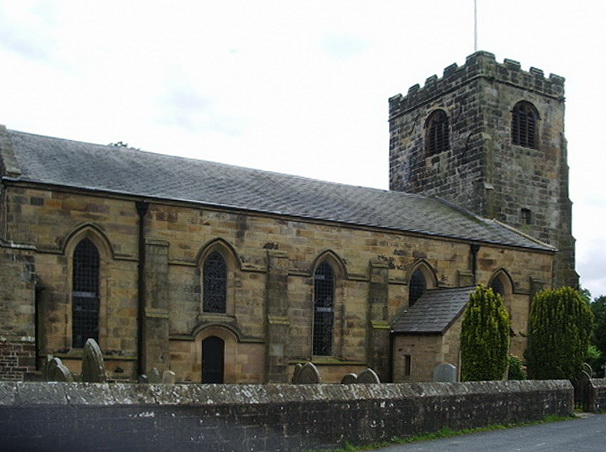
Église Saint-Jean-Baptiste de Broughton.

L'église paroissiale de Saint-Jean-Baptiste est le centre d'une grande communauté anglicane au sein du diocèse de Blackburn. Il a deux centres de culte satellites et une salle paroissiale à Fulwood. Le clocher de l'église, qui date de 1533, est le plus ancien bâtiment en activité de Preston et est actuellement en cours de restauration. La nef a été remplacée en 1826, tandis que le chancel a été ajouté en 1906. Il existe des preuves d'une église ayant été sur le site au XIIe siècle. Le chœur acclamé de l'église paroissiale de Broughton, composé de 20 hommes et de 32 triples masculins, est dirigé par John Catterall MBE et chante lors de deux services dominicaux.
La paroisse civile contient également l'église catholique romaine Sainte-Marie.

### Mosquée éventuelle
En 2022, il a été proposé qu'une mosquée soit construite sur un site près de la jonction de l'autoroute dans la paroisse. Il serait situé à une altitude élevée et comporterait un minaret de 30 mètres inspiré d'un moulin victorien, ce qui en ferait l'un des plus grands de Preston et serait visible à l'horizon. Cependant, le projet de mosquée s'est heurté à l'opposition et au soutien des résidents et des députés locaux. Les plans sont en avril 2022 en cours d'examen par le gouvernement,,.

## Galerie

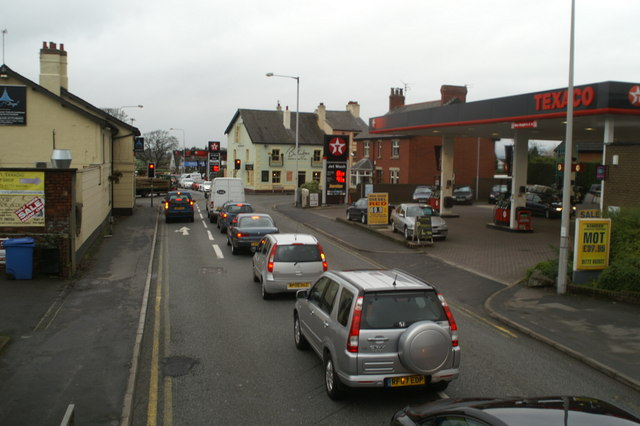
Carrefour de Broughton.
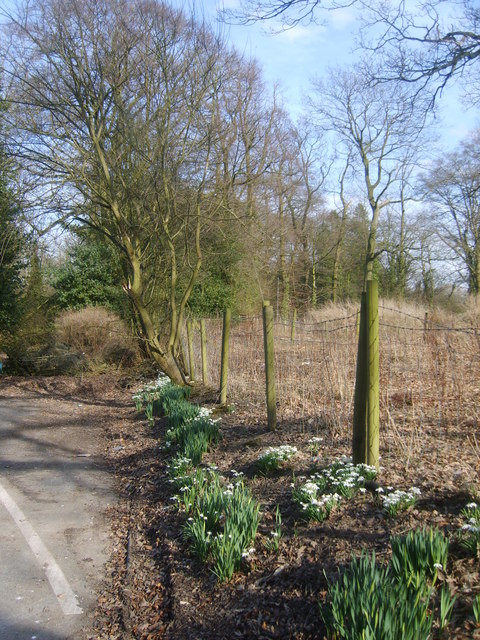
Perce-neiges en hiver près de Broughton.
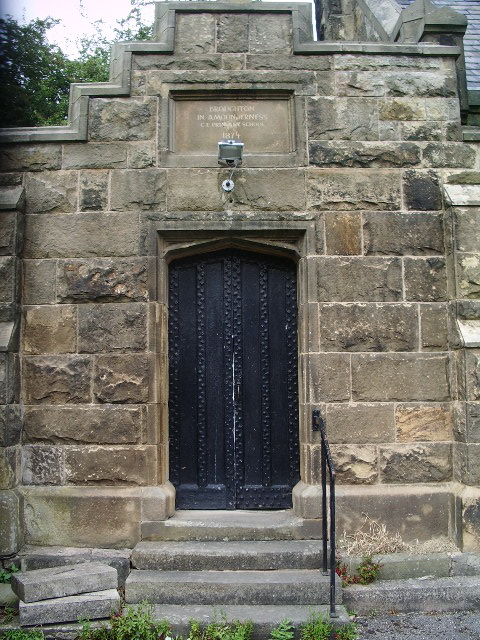
Entrée de l'école primaire de Broughton.

## Central téléphonique
Le central téléphonique de Broughton a été le premier central Crossbar du Royaume-Uni. Le bâtiment d'échange actuel, qui a été agrandi à l'avant dans les années 1980, a été construit pour un essai sur le terrain du nouvel échange à barres transversales 5005A de Plessey en 1964 en remplacement de l'échange manuel de Broughton. Le village a été choisi en raison de sa relative proximité avec l'usine de Plessey et le centre de recherche d'Edge Lane Liverpool.

## Personnalités notables
- Graeme Garden (1943), un comédien, acteur, auteur, artiste et présentateur de télévision écossais ;
- Karen Pierce (1959), une diplomate britannique aux États-Unis ;
- James Towers (1897-1977), un soldat anglais.